# Engelse Nonnenklooster

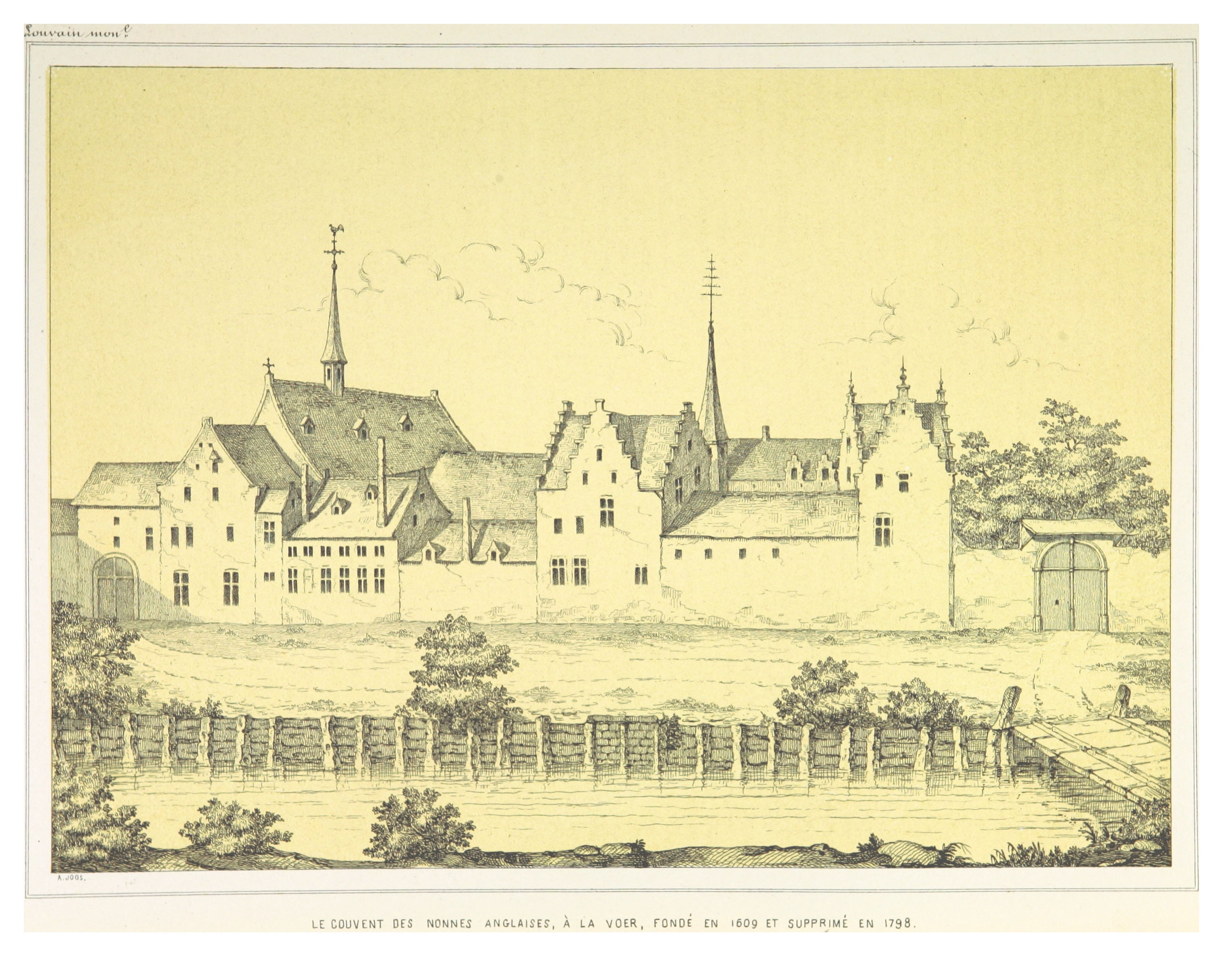
Engelse Nonnenklooster aan de Kapucijnenvoer in Leuven

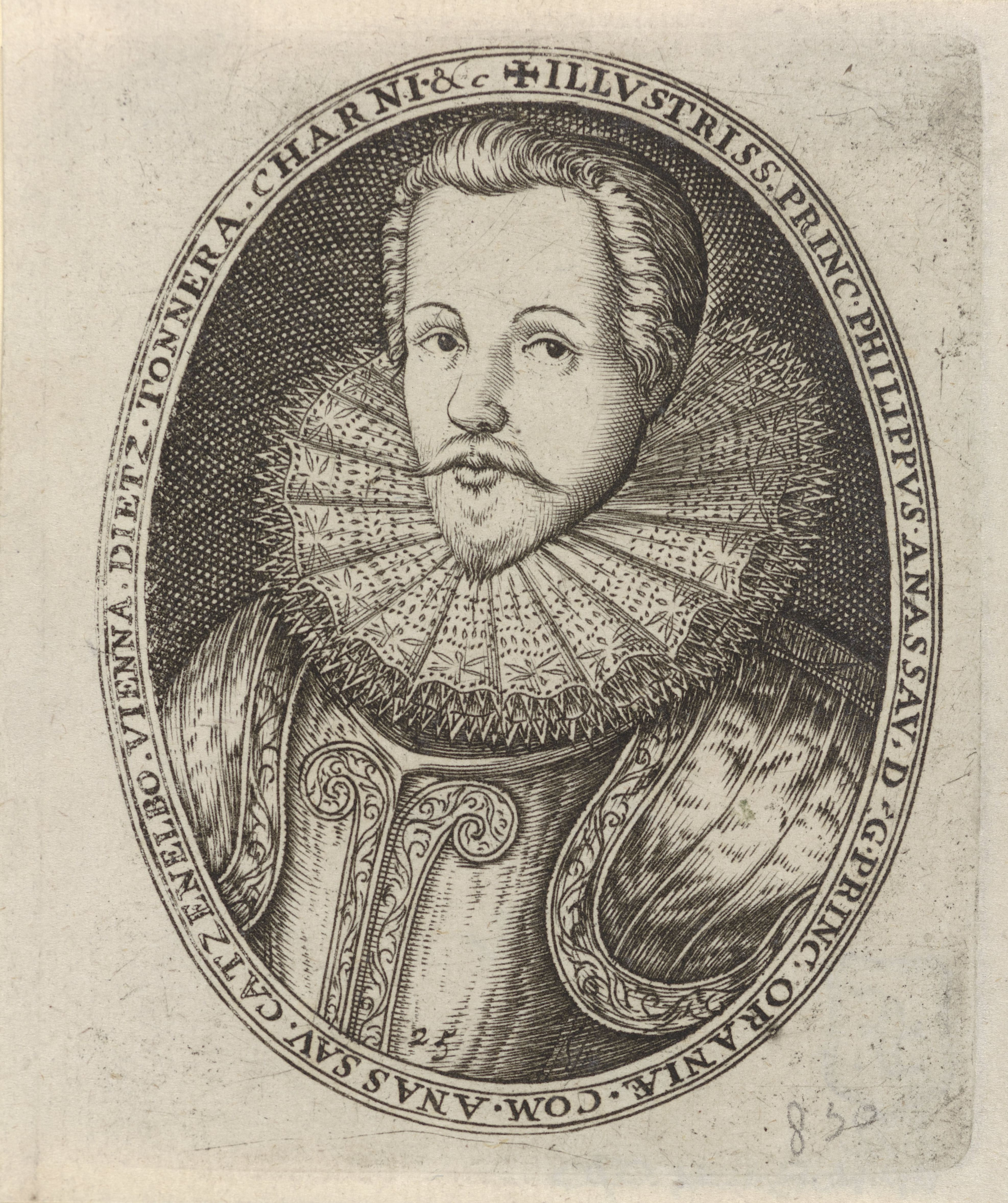
Filips Willem van Oranje, graaf van Buren

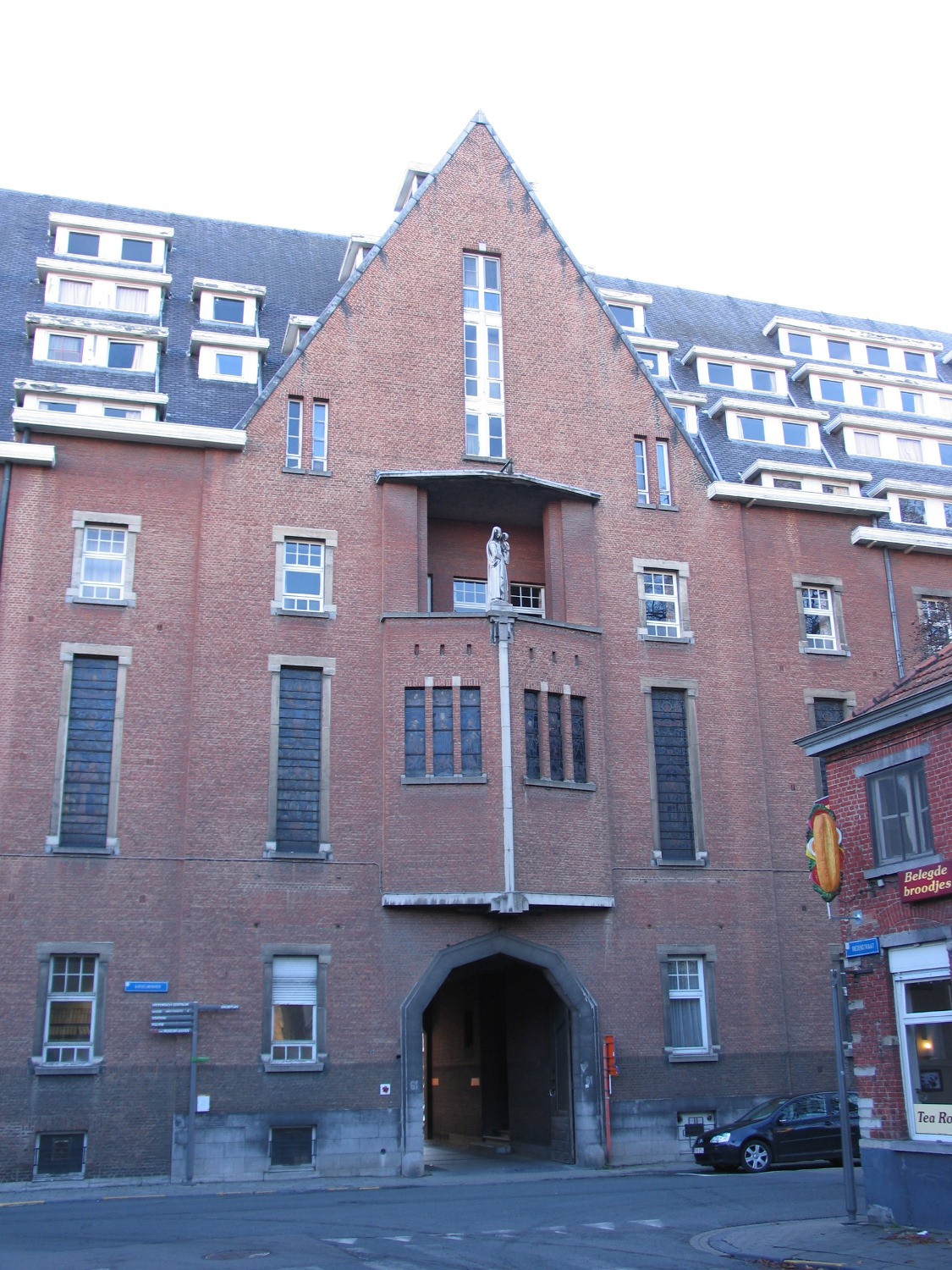
Voormalig Sint-Elisabethklooster en verpleegsterschool

Het Engelse Nonnenklooster (1609-1796) bevond zich in Leuven, een stad in de Zuidelijke Nederlanden. De officiële naam was Convent of Saint Monica. Het klooster was gelegen aan de Kapucijnenvoer in het centrum van Leuven. Het verstrekte onderwijs aan katholieke Engelse kostschoolmeisjes.
Het gebouw was tevoren het refugiehuis (1470-1572) van de abdij van Sint-Truiden en het refugiehuis (1572-1609) van de abdij van Vlierbeek.
De Engelse Nonnen vluchtten naar Engeland voor de verderzetting van hun kloostergemeenschap (eind 18e eeuw). Zij maakten de Franse bezetting van de Nederlanden niet meer mee.

## Refugiehuis Abdij van Sint-Truiden
De abdij van Sint-Truiden in het prinsbisdom Luik kocht een huis aan de Voer in Leuven (1470). Dit huis behoorde toe aan de Cornelis Nicolay, bediende bij de universiteit Leuven. Dit huis lag ten zuiden van de Cuythoek. De abdij kocht later de twee huizen van de buren op. Zo kon zij een refugiehuis optrekken. De tuin strekte zich uit tot aan de Dijle-arm waar de oudste ringmuur van Leuven stond. De tuin was uitgestrekt en bevatte een meertje dat bevloeid werd door water uit de Voer. Op 31 maart 1566 lieten de monniken toe dat Filips Willem van Oranje, graaf van Buren, zijn studeervertrek had in het refugiehuis. Filips Willem was als student ingeschreven aan de universiteit van Leuven. Filips Willem was 12 jaar oud en verbleef er met een opzichter. Twee maanden later stonden Spaanse soldeniers aan de deur om Filips Willem te arresteren. De rector en enkele professoren wilden de Spanjaarden niet toelaten. De landvorst had immers geen recht om studenten te arresteren; dit was de bevoegdheid van de rector. De Spanjaarden arresteerden hem toch. Dit creëerde een schandaal in de stad.

## Refugiehuis Abdij van Vlierbeek
In 1572 verwierf de abdij van Vlierbeek het refugiehuis. Deze abdij lag nabij Leuven. In hetzelfde jaar 1572 hadden de troepen van prins Willem van Oranje deze afgebrand. De monniken moesten wel in Leuven verblijven. 

## Engelse Nonnenklooster
Na de Act of Supremacy (1534) in Engeland volgde de afschaffing van de kloosters (1540). Acht kloosterzusters vluchtten naar Leuven in de Spaanse Nederlanden. Tientallen jaren leefden ze samen met de zusters van de Priorij van de Heilige Ursula en de 11.000 Maagden. Elisabeth Sherley uit Sherley, Leicestershire, vond de middelen om een eigen klooster te beginnen. De zusters kochten van de abdij van Vlierbeek het huis aan de Kapucijnenvoer (1609). De prijs werd overeengekomen aan 8.000 florijnen; Vlierbeek had het geld direct nodig voor de heropbouw.
De eerste overste was zuster Mary Wiseman. Zij sprak Latijn en haar sermoenen zijn bewaard gebleven. Onder het bestuur van Wiseman kwamen er zo’n tachtig kloosterzusters over uit Engeland.
In 1625 was de kloosterkerk klaar. Aartsbisschop Boonen van Mechelen wijdde de kerk in. Hij schonk relikwieën van de heilige Mauritius en andere Romeinse martelaren. Het Engelse Nonnenklooster, zoals het klooster bekend was, geraakte aan nog andere relikwieën. Zo verwierven de zusters het boetekleed en de rozenkrans van Thomas More, onthoofd in 1535.
De abdij van Vlierbeek bedacht zich over de verkoopprijs (1620). Zij vond de verkoopprijs te laag. Het proces bij het aartsbisdom Mechelen sleepte een eeuw aan. Pierre Paradaens, abt van Vlierbeek, veegde de spons over de affaire in 1715. De Engelse zusters werden voortaan met rust gelaten.
Het klooster kende een toename in inkomsten nadat zij een pensionaat opgericht hadden (midden 17e eeuw). Welstellende katholieke meisjes kwamen uit Engeland naar Leuven voor onderwijs. Dit onderwijs eindigde niet noodzakelijk in een kloostergelofte. In 1740 werd de kloosterkerk gerenoveerd. Een tijdgenoot, de auteur van de Guide Fidèle, stond in bewondering voor het bladgoud aan het hoofdaltaar. Het klooster vergrootte ook.
Eind 18e eeuw rukten Franse revolutionaire troepen op in de Oostenrijkse Nederlanden. De Engelse Nonnen wachtten niet op de aankomst van de Fransen in hun klooster. Zij trokken weg in 1794 en vluchtten naar Engeland. De laatste overste was Benedicte Stonor. De katholieke bisschop van Londen stuurde hen eerst naar Hammersmith (1794) en nadien naar de abdij van Amesbury in Wilthshire (1795). Het Franse bestuur in Leuven schafte het Engelse Nonnenklooster af in 1796. In 1798 werden de gebouwen publiek verkocht. De opkoper was Jacques-Ferdinand de Cuper, een brouwer uit de Kapucijnenvoer. Het kloostergebouw werd geëxploiteerd als brouwerij; de kerk werd afgebroken in 1811. Tijdelijk verbleef nog in het gebouwencomplex de gemeenschap van Cicercule Paridaens, de stichter van de Congregatie der Dochters van Maria.

## 19e en 20e eeuw
De gebouwen en de grote tuin geraakten in privébezit. Dit veranderde in de jaren 1930 met de komst van de Zusters van Liefde van Jezus en Maria uit Gent. In 1932 werd het klooster met verpleegsterschool Sint-Elisabeth gebouwd; de architect was Léon De Braekeleir uit Gent. De verpleegsterschool stond naast de ziekenhuiscampus van de universitaire Sint-Rafaëlskliniek. Sint-Elisabeth werd afgebroken in 2020, als deel van een grotere stadsrenovatie op de oude ziekenhuiscampus. Bij de afbraak werden fundamenten blootgelegd; deze worden toegeschreven als deel van het Engelse Nonnenklooster.